# 핫토리녹지

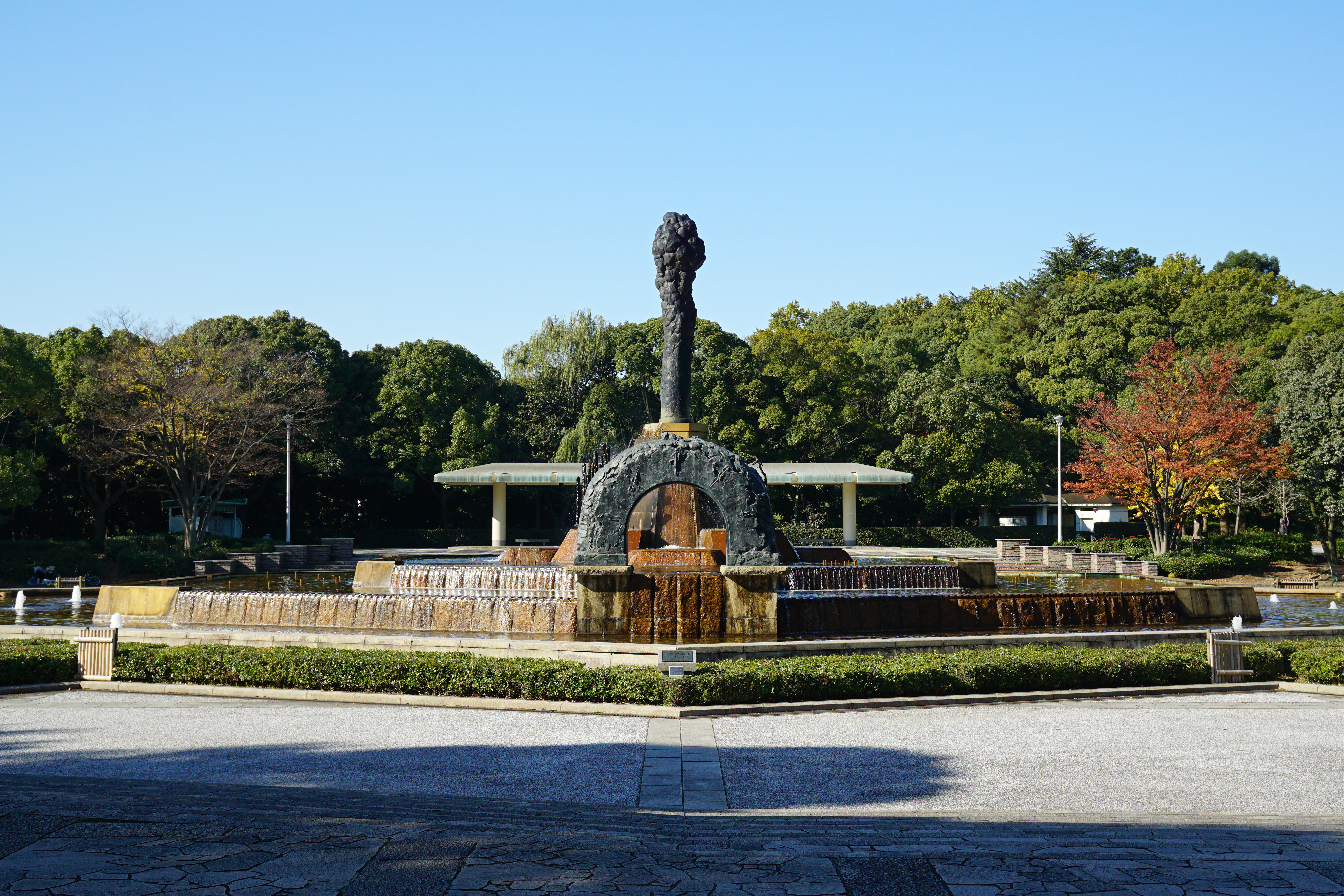
핫토리료쿠치 입구

핫토리녹지(일본어: 服部緑地 핫토리료쿠치[*])는 일본 오사카부 도요나카시에 위치한 녹지이다.